# Díos

Tribus tracias hacia el 431 a. C.

Los díos eran una tribu tracia, famosos espadachines, que vivieron entre las estribaciones de los montes Ródope, en Tracia. 
Formaron parte del ejército de Sitalces que en el año 429 a. C. realizó una expedición contra Macedonia.
En el año 413 a. C. llegaron a Atenas 1300 peltastas tracios de la tribu de los díos para ayudar a los atenienses en la expedición a Sicilia pero llegaron tarde, cuando la expedición ya había partido. Por ello los atenienses decidieron enviarlos de vuelta a Tracia pero a la vez pretendían que en ese camino de vuelta causaran daños a sus enemigos. Así, bajo el mando del ateniense Diítrefes, desembarcaron en las costas de Tanagra y atacaron Micaleso por sorpresa. La ciudad, sometida a asedio, cayó pronto, y las tropas tracias mataron a todos sus habitantes, hombres, mujeres, ancianos, niños y animales, y destruyeron las casas y los templos. Cuando la noticia llegó a Tebas, se envió un destacamento militar que derrotó a los peltastas tracios. Aunque normalmente descritos como espadachines, los díos se enfrentaron a la caballería tebana utilizando tácticas peltastas. Según Tucídides murieron 250 tracios y 20 tebanos.